# Pedra Bonita (Minas Gerais)
Pedra Bonita é um município brasileiro do estado de Minas Gerais. De acordo com o censo realizado em 2022 sua população era de 7 320 habitantes. O município está a 300 km de Belo Horizonte.

## História
O município de Pedra Bonita foi criado pela lei nº 12.030 de  21 de dezembro de 1995.
Fica localizado na zona da mata do Estado de Minas Gerais tendo como confrontantes os municípios de Abre Campo (Cidade mãe), Matipó, Santa Margarida, Orizânia, Fervedouro, Araponga e Sericita. Antes era um lugar de mata virgem, com a chegada de um senhor cujo nome era Major José Luiz da Silva Viana, juntamente com sua família e seus escravos, conseguiu formar uma grande fazenda, a qual deu o nome de São José, mais tarde já existia um pequeno povoado ao qual deu o nome de São José dos Quatis, por haver na mata muitos quatis. Posteriormente, elevada a categoria de distrito, o nome do povoado passou a ser Pedra Bonita, simbolizando uma pedra rara, de 1437 m a nível do mar, destacada pela altura entre outras da região.
Pedra Bonita passou a categoria de distrito a mais de 100 anos, pertencendo ao Município de Ponte Nova antiga comarca de Rio Turvo, em 27 de julho de 1889 passou a pertencer a Abre Campo. Em 3 de outubro de 1995 aconteceu a eleição de emancipação.

## Geografia
Localizada em uma elevação, a pedra é o ponto do qual se tem vista panorâmica, inclusive de cidades vizinhas, sendo o local preferido pelos praticantes de asa-delta e voo livre. Uma parte da Parque Estadual Serra do Brigadeiro está em seu território.
A cidade é cercada por montanhas e florestas. Possui um ambiente agradável para os habitantes e turistas. A temperatura média anual é de 18,8 °C.
Pedra Bonita também possui uma rica fauna e flora. A cidade oferece uma extensa exploração às matas que estão ao seu redor: há um extenso trabalho nas comunidades locais para se preservar as florestas, consideradas um patrimônio da cidade.

## Turismo
A cidade oferece estrutura para a prática de esportes radicais, possuindo trilhas de motocross e trekking de baixa, média e alta dificuldade; montanhas e uma pedra com 1420 metros de altitude onde pode se praticar esportes como: voo livre, paraglider, rapel, etc. Inúmeras cachoeiras onde se pode tomar banho. Há também Pedras com vistas incríveis, onde se passa por matas virgens para ter acesso as pedras.

## Dados socioeconômicos
A economia do município gira em torno da agropecuária. A cultura de café é a principal fonte de emprego e renda da população. As culturas de ciclos curtos, como arroz, milho e feijão são praticadas apenas para o consumo próprio.
A atividade pecuária do município responde apenas por uma pequena parte dos negócios e movimenta poucas fazendas, gerando um número reduzido de empregos. A única atividade industrial do município é a de beneficiamento de café. Os produtores da região recebem assistência técnica da Emater e do sindicato dos trabalhadores Rurais. O comércio tenta atender as necessidades da população, onde os produtos alimentícios, bebidas e fumo apresentam a maior participação no ramo
Adoção do nome: 1923 (lei 843 de 7 de setembro de 1923)
Criação do distrito: 1869 (lei 1.627 de 6 de novembro de 1869)
Emancipação do município: 1995 (lei 12030 de 21 de dezembro de 1995)
Denominações anteriores: São José da Pedra Bonita
Adjetivo pátrio: pedra-bonitense
Município de origem: Abre Campo